# Attentat d'Hadera
L'attentat d'Hadera est survenu le 27 mars 2022 lorsque deux Arabes israéliens, venant de la ville d'Umm al Fahm, armés ont tiré sur des Israéliens, près d' un arrêt de bus à Hadera, ville du district d'Haïfa,  en Israël, tuant deux policiers et en blessant douze autres personnes.

## Contexte
L'attentat est survenu alors qu'Israël avait organisé le sommet du Néguev, une conférence avec des représentants de l'Égypte, de Bahreïn, du Maroc et des Émirats arabes unis (ces trois derniers avaient signé les accords d'Abraham) à Sde Boker, et alors qu'Antony Blinken était en visite en Israël.

## Attentat
Les deux Arabes israéliens, armés de fusils d'assaut, placés près d'un arrêt de bus à proximité d'un groupe de restaurants , ont délibérément tiré sur des civils et des policiers, tuant deux policiers des frontières (en hébreu romanisé : Mishmar Ha Gvul) de 19 ans . Le premier des tués a été  Shirel Aboukarat, jeune engagée depuis six mois dans le service, née à Marseille et venant en Israël avec ses parents, alors qu'elle avait six ans, qui possédait également la nationalité française. Le deuxième policier tué est Yezen Falah, Druze, qui avait à peine douze mois de service au sein de la police des frontières. Le Magen David Adom a informé que dix autres personnes ont été blessées, dont trois policiers. Deux des blessés ont subi des blessures graves. L'attentant a pris fin après que les deux terroristes soient abattus par la police. Les attaquants avaient en leur possession trois armes à feu, près de 1100 balles de réserve et six armes blanches, pour commettre leur attentat. 
Les Arabes israéliens ayant commis cet acte terroriste, Ayman et Ibrahim Ighbariah, avaient posté une vidéo d'eux s'embrassant devant un drapeau de l'État islamique avant l'attaque. Ibrahim avait déjà été condamné par le tribunal du district d'Haïfa le 29 juin 2016 à un an et demi d'emprisonnement, pour avoir tenté de rejoindre les forces de l'État islamique en Syrie.

## Conséquences
Les groupes terroristes du Hamas et du Jihad islamique palestinien ont salué l'attaque mais n'en ont pas assumé la responsabilité,.
Les ministres des affaires étrangères des quatre pays arabes présents au sommet du Néguev ont condamné l'attaque.
Les deux hommes armés qui ont commis cet attentant étaient des Arabes israéliens  habitant  Umm al-Fahm.
Le groupe terroriste islamiste appelé '' État islamique d'Irak et du Levant " a revendiqué la responsabilité de l'attaque plus tard dans la journée via l'agence de presse Amaq (la dernière attaque revendiquait par l'EIIL en Israël datait de 2017),. Omer Bar-Lev, Ministre de la Sécurité publique de l'Etat d'Israël, a déclaré que les différentes forces de police et de sécurité de l'Etat d'Israël  " seraient déployées  dans tous les domaines ", les décrivant comme une parade majeure pour assurer la sécurité de tous en Israël et prévenir d'autres attentats.